# نوروود (جورجیا)
نوروود، جورجیا (به انگلیسی: Norwood, Georgia) یک شهر در ایالات متحده آمریکا با جمعیت ۲۹۹ نفر است که در جورجیا واقع شده‌است.

## موقعیت جغرافیایی
موقعیت جغرافیایی شهرها و مناطق اطراف به شرح زیر است: